# Amenukal dell'Azawagh
Lista degli amenukal dell'Azawagh (Kel Denneg) (della tribù nobile dei Kel Nan). 
Dati ricavati in gran parte da Alojali (1975).
Secondo le tradizioni raccolte da Alojali, la lista di amenukal parte da Khadakhada, che sarebbe vissuto nel XVII secolo.
- Khădakhăda (1655- ? )
- Mukhămmăd "Wă Ismudăn" ăgg Ăbuyăkhya (  ?  -1700 ca.)
- Ăttăfrij (ca. 1700-1750)
- Kăroza  ăgg Ăttăfrij (1750-  ?  )
- Muda ăg Kăroza (  ?  -1804)
- Khəttutu ăg Muda (1804-1807)
- Ăljilani ăgg Ibrahim (1807-1816)
- Ălghərəb "Ăghabba" ăgg Khəttutu (1816-1819)
- Buḍal "Baḷḷa" ăg-Kăṭămi (1819-1840)
- Musa ăg Buḍal "Baḷḷa" (1840-1875)
- Măkhămmăd ăg Ghăbdəssălam (1875-1905)
- Ismaghil ăg Lasu (1905-1908)
- Ălkhurer ăgg Ărrăqqăbi (1908-1917)

Nel 1917, dopo la repressione della rivolta di Kaocen cui si era alleato Elkhurer, i Francesi soppressero il titolo di Amenokal.